# The Wreckers
 (novembre 2023).
Si vous disposez d'ouvrages ou d'articles de référence ou si vous connaissez des sites web de qualité traitant du thème abordé ici, merci de compléter l'article en donnant les références utiles à sa vérifiabilité et en les liant à la section « Notes et références ».
Pour l’article homonyme, voir The Wreckers (opéra).
The Wreckers est un groupe américain de country rock formé fin 2004 et composé de Michelle Branch et Jessica Harp (en).
Très populaire aux États-Unis, le groupe a eu du mal à s'imposer sur la scène européenne.[réf. nécessaire]

## Discographie
- 2005 : Stand Still, Look Pretty

## Dans la culture populaire
Le groupe fait une apparition dans la série télévisée Les Frères Scott (épisode 13 de la saison 2) où elles interprètent The Good Kind.
Elles apparaissent dans deux des trois albums produits par la chaîne CW pour la série Les Frères Scott avec The Good Kind dans le premier album One Tree Hill, et également Lay Me Down dans le troisième album intitulé The Road Mix.
En mars 2005, le groupe participe à la tournée de la série Les Frères Scott.